# شعبان (اسم)
شعبان هو اسم علم مذكر من أصل عربي، ومعناه هو اسم الشهر الثامن من السنة الهجرية، سمي به لتشعب العرب فيه أي تفرقهم في طلب المياه لشدة الحر، وجمعه شعبانات وشعابين غير منصرف لأن في آخره الفًا ونونًا.

## شخصيات تحمل الاسم
- شعبان النني ( الإسكندرية ، مصر ، أسد معهد مهران )
- شعبان الصياد (20 سبتمبر 1940 – 18 يناير 1998)
- شعبان باشا
- شعبان باي
- شعبان جعفري (سياسي إيراني، 21 مارس 1921 – 19 أغسطس 2006)
- شعبان حسين (24 نوفمبر 1940 – 22 مايو 2013)
- شعبان حميد (1948 – )
- شعبان خاطر
- شعبان عباس (28 ديسمبر 1971 – )
- شعبان عبد الرحيم (مغني مصري، 15 مارس 1957 – )
- شعبان مرزقان (لاعب كرة قدم جزائري، 8 مارس 1959[3] – )

## وصلات خارجية
- موسوعة السلطان قابوس لأسماء العرب نسخة محفوظة 5 أبريل 2019 على موقع واي باك مشين.